# Gruszczyn (Groot-Polen)
Gruszczyn is een plaats in het Poolse district Poznański, woiwodschap Groot-Polen. De plaats maakt deel uit van de gemeente Swarzędz en telde in 2011 1.943 inwoners. Dit aantal groeit snel door overloop vanuit Poznań.

## Sport en recreatie
- De plaatselijke voetbalclub heet LZS Piast Kobylnica. De club is genoemd naar het dorp Kobylnica, dat met Guszczyn is versmolten, het stadion staat in Gruszczyn.
- Door deze plaats loopt de Europese wandelroute E11. De E11 loopt van Den Haag naar het oosten, op dit moment tot de grens Polen/Litouwen. Ter plaatse komt de route binnen vanaf het Swarzędzkimeer vanuit Poznań, en vervolgt oostwaarts richting Uzarzewo.